# Ti amo così
Ti amo così è un album di Mango, pubblicato nel 2005.

## Tracce
1. Ti amo così (P. Mango)
2. Di quanto stupore (P. Mango)
3. Piccolissima (P. Mango)
4. D'amore sei, d'amore dai (P. Mango)
5. Sempre (P. Mango)
6. Il dicembre degli aranci (P. Mango)
7. Mio fiore mio (P. Mango, Rocco Petruzzi)
8. Così è la vita (P. Mango)
9. Tu non sai (P. Mango)
10. Solo d'amore (P. Mango)
11. I te vurria vasà (R. Petruzzi, V.Russo, Di Capua)
12. Mille male penziere (P. Mango)

## Classifiche
| Classifica | Posizione massima |
| ---------- | ----------------- |
| Italia     | 14                |

## Formazione
- Mango: voce
- Nello Giudice: basso
- Rocco Petruzzi: tastiera, sintetizzatore
- Carlo De Bei: chitarra
- Giancarlo Ippolito: batteria
- Graziano Accinni: chitarra
- Ian Thomas: batteria